# رونوشت کاربنی (فیلم)
رونوشت کاربنی (به انگلیسی: Carbon Copy) فیلمی محصول سال ۱۹۸۱ و به کارگردانی مایکل شولتز است. در این فیلم بازیگرانی همچون جورج سگال، دنزل واشینگتن، سوزان سن جیمز، جک واردن، دیک مارتین و پل وینفیلد ایفای نقش کرده‌اند.

## داستان
راجر پورتر، نوجوانی ۱۷ ساله و از سیاه‌پوستان آمریکا، پسر گمشدهٔ والتر ویتنی است؛ تاجر موفقی که در جامعه‌ای انحصاری و عمدتاً سفیدپوست در سن‌مارینو، کالیفرنیا زندگی می‌کند.
والتر، که یهودی بودنش را پنهان می‌کند، در زندگی‌اش در این محلهٔ بسته احساس نارضایتی دارد؛ او باید برای رابطهٔ جنسی از همسرش ویوین التماس کند و رفتارهای دخترخواندهٔ بی‌ادب و خودخواهش، مری‌ان، را تحمل کند. راجر به دفتر والتر می‌آید و فاش می‌کند که حاصل رابطه‌ای قدیمی میان والتر و یک زن سیاه‌پوست به نام لورین پورتر است که اکنون درگذشته است. تنها کسی که از مادر راجر خبر داشت، نلسون لانگهِرست، پدرزن نژادپرست و یهودی‌ستیز والتر بود؛ او والتر را مجبور کرده بود نام خانوادگی‌اش را از «ویزنتهال» تغییر دهد و زمانی که از نامزدی والتر با لورین باخبر شد، به‌طور ضمنی تهدید کرد که در صورت ادامهٔ این رابطه، او را اخراج خواهد کرد. والتر، بی‌اطلاع از بارداری لورین، نامه‌ای برای تعلیق رابطه برایش نوشته بود؛ لورین هرگز پاسخی نداد، اما راجر پس از مرگ مادرش آن نامه را از خاله‌اش کلارا دریافت کرد.
هرچند والتر از حضور راجر ناراضی و رنجیده‌خاطر است، تلاش می‌کند اشتباهات گذشته را جبران کند و به ویوین می‌گوید می‌خواهد راجر را به عنوان فرزند خوانده در تابستان با خودشان زندگی دهد. ویوین ابتدا می‌پذیرد، اما وقتی حقیقت رابطهٔ پدری راجر را می‌فهمد، والتر را از خانه بیرون می‌اندازد. نلسون نیز والتر را به دلیل امتناع از انکار پسرش اخراج می‌کند و اتومبیل و کارت‌های اعتباری‌اش را پس می‌گیرد. وکیل والتر، که زمانی بهترین دوستش بود، می‌گوید نمایندگی ویوین در طلاق را بر عهده گرفته، اما والتر را به وکیل دیگری معرفی می‌کند: باب گاروی، وکیلی آفریقایی-آمریکایی. گاروی به او اطلاع می‌دهد که تمام دارایی‌هایش به نام ویوین و مری‌ان ثبت شده، و تنها پولی که دارد، ۶۸ دلار در کیف پولش است. والتر با راجر به یک متل ارزان‌قیمت می‌رود و تلاشش برای یافتن کار یا وام به دلیل نفوذ نلسون در فهرست سیاه بی‌نتیجه می‌ماند.
والتر سرانجام با عزمی راسخ، کاری برای بیل‌زنی در اصطبل قبول می‌کند و به گاروی می‌گوید راجر برایشان یک آپارتمان مبلهٔ ارزان پیدا کند. راجر برای پرداخت اجاره، چوب‌های گلف والتر را گرو می‌گذارد و آن دو به آپارتمانی فرسوده در واتس، لس‌آنجلس نقل مکان می‌کنند. والتر اعلام می‌کند به‌محض یافتن شغلی برای راجر، از هم جدا خواهند شد. در غیاب راجر، ویوین و نلسون به آپارتمان آمده و به والتر می‌گویند دلشان برای او تنگ شده، از مقاومت او در برابر سختی‌ها شگفت‌زده‌اند و قصد دارند رفتاری بهتر با او داشته باشند، در حالی که از راجر هم مراقبت خواهند کرد تا والتر بتواند با خیالی آسوده از او جدا شود. والتر ابتدا می‌پذیرد، اما پس از رفتن آن‌ها، هنگامی که مأموری راجر را به ظن فعالیت مجرمانه تعقیب می‌کند، والتر با ایجاد حواس‌پرتی باعث دستگیری خود می‌شود. راجر به ملاقات والتر در زندان می‌رود و به او می‌گوید که هرگز چیزی مادی از او نخواسته، بلکه تنها خواسته بود او را به‌عنوان پسرش بپذیرد.
با بازگشت به سن‌مارینو و احیای شغل و زندگی خانوادگی‌اش، والتر از امتناع نلسون برای کمک ناامید شده و او را ترک می‌کند و به تهدیدهایش وقعی نمی‌نهد. او که می‌خواهد بار دیگر راجر را ببیند، از گاروی می‌شنود که راجر نه‌تنها ترک تحصیل نکرده، بلکه در ۱۶ سالگی دیپلم گرفته و اکنون دانشجوی رشتهٔ پیش‌پزشکی در دانشگاه سابق والتر، دانشگاه نورث‌وسترن است. گاروی والتر را به محل توقف راجر کنار جاده می‌برد، جایی که راجر در حال تعمیر خودرویش است. والتر به او می‌گوید قصد دارد نزد یک آشنای قدیمی کار کند تا در نزدیکی او باشد، و سرانجام اجازه می‌دهد راجر او را «پدر» صدا بزند. کمی بعد تصمیم می‌گیرد فوراً به خانهٔ خالهٔ راجر، کلارا، برود تا کاملاً در زندگی او حضور داشته باشد. فیلم با صحنه‌ای پایان می‌یابد که والتر با غرور در خودروی کهنهٔ راجر کنار او نشسته است.